# Grun-Bordas
Grun-Bordas is een gemeente in het Franse departement Dordogne (regio Nouvelle-Aquitaine) en telt 200 inwoners (2004). De plaats maakt deel uit van het arrondissement Périgueux.

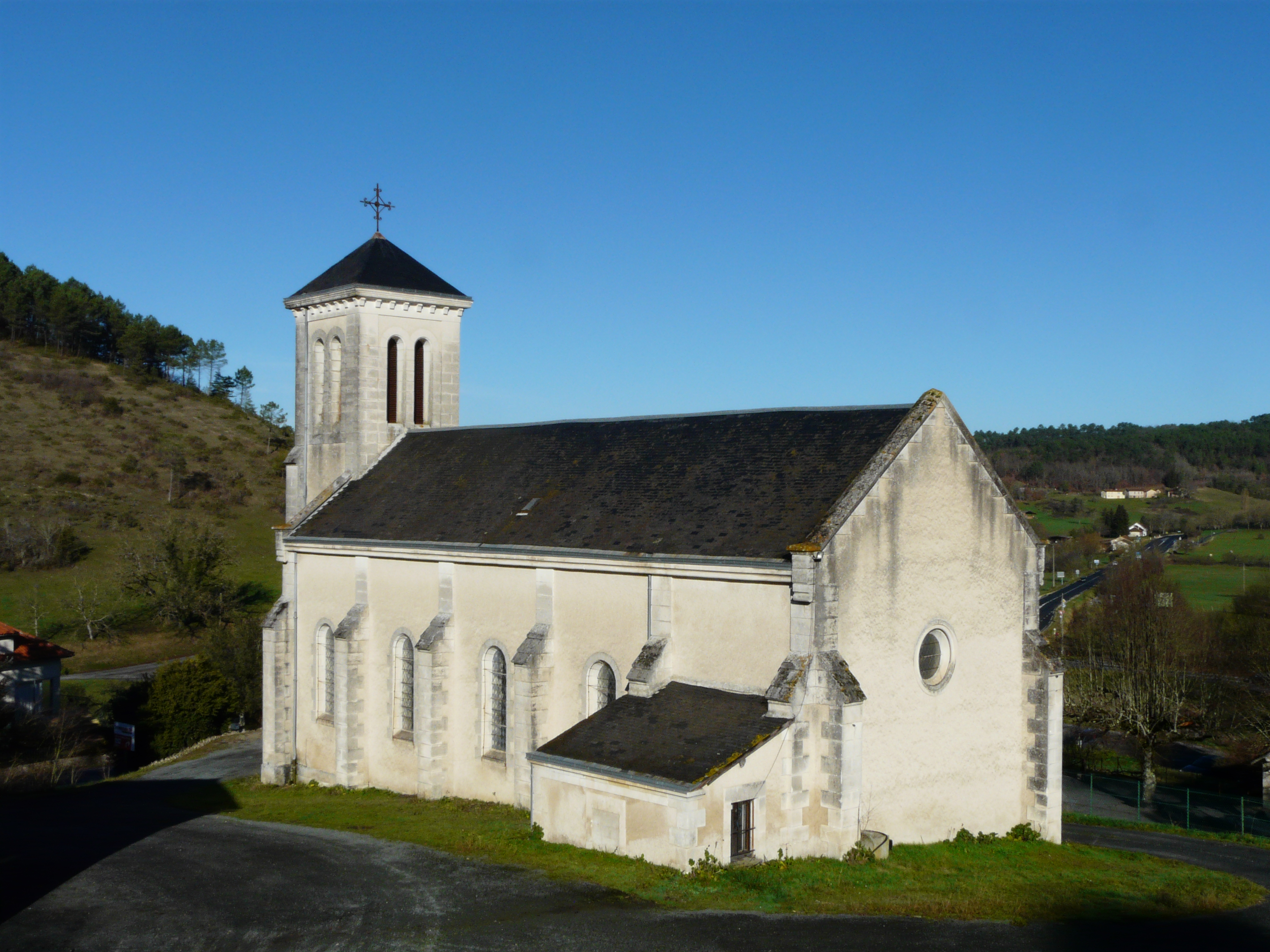
Kerk van Grun-Bordas
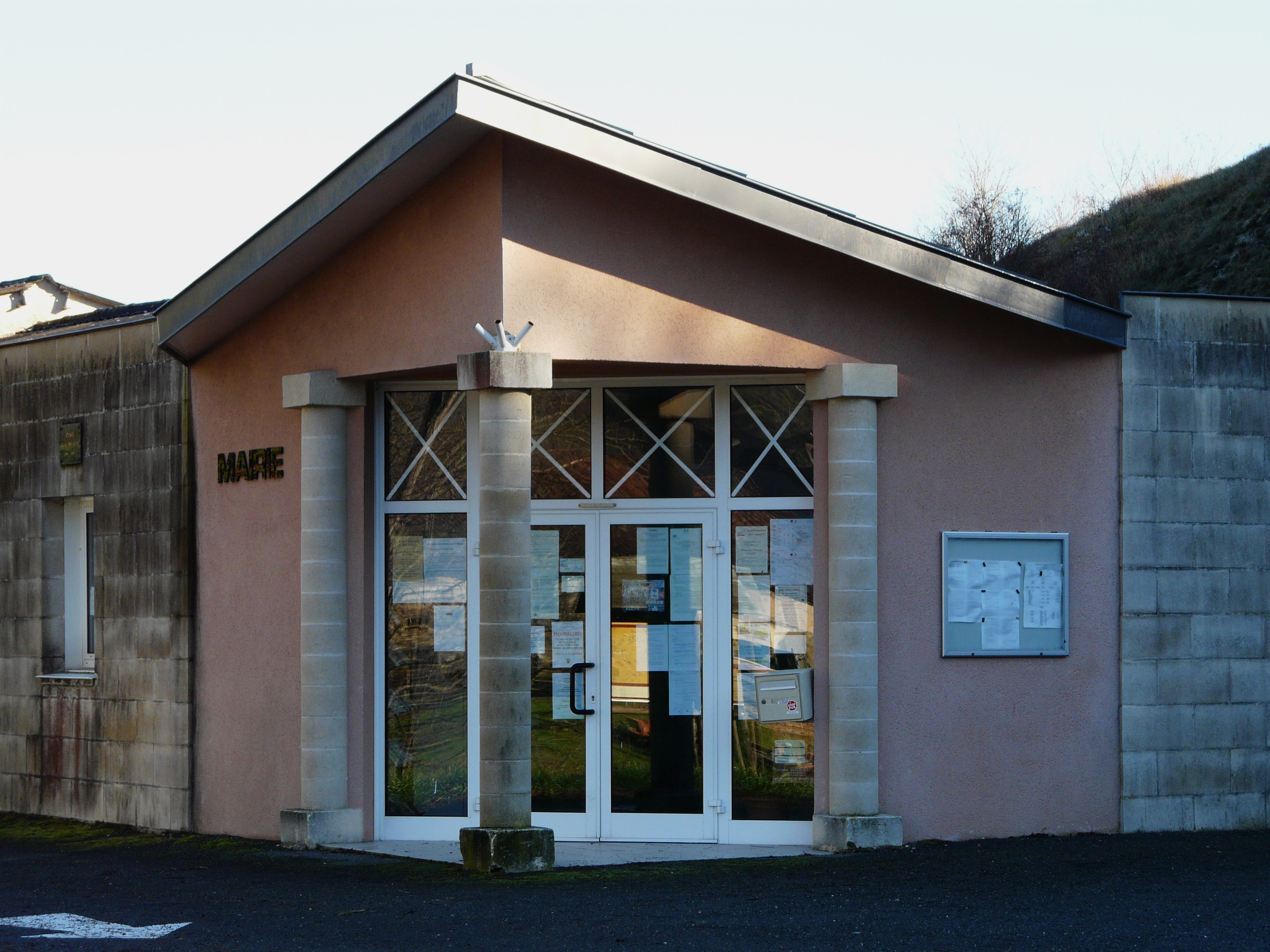
Gemeentehuis
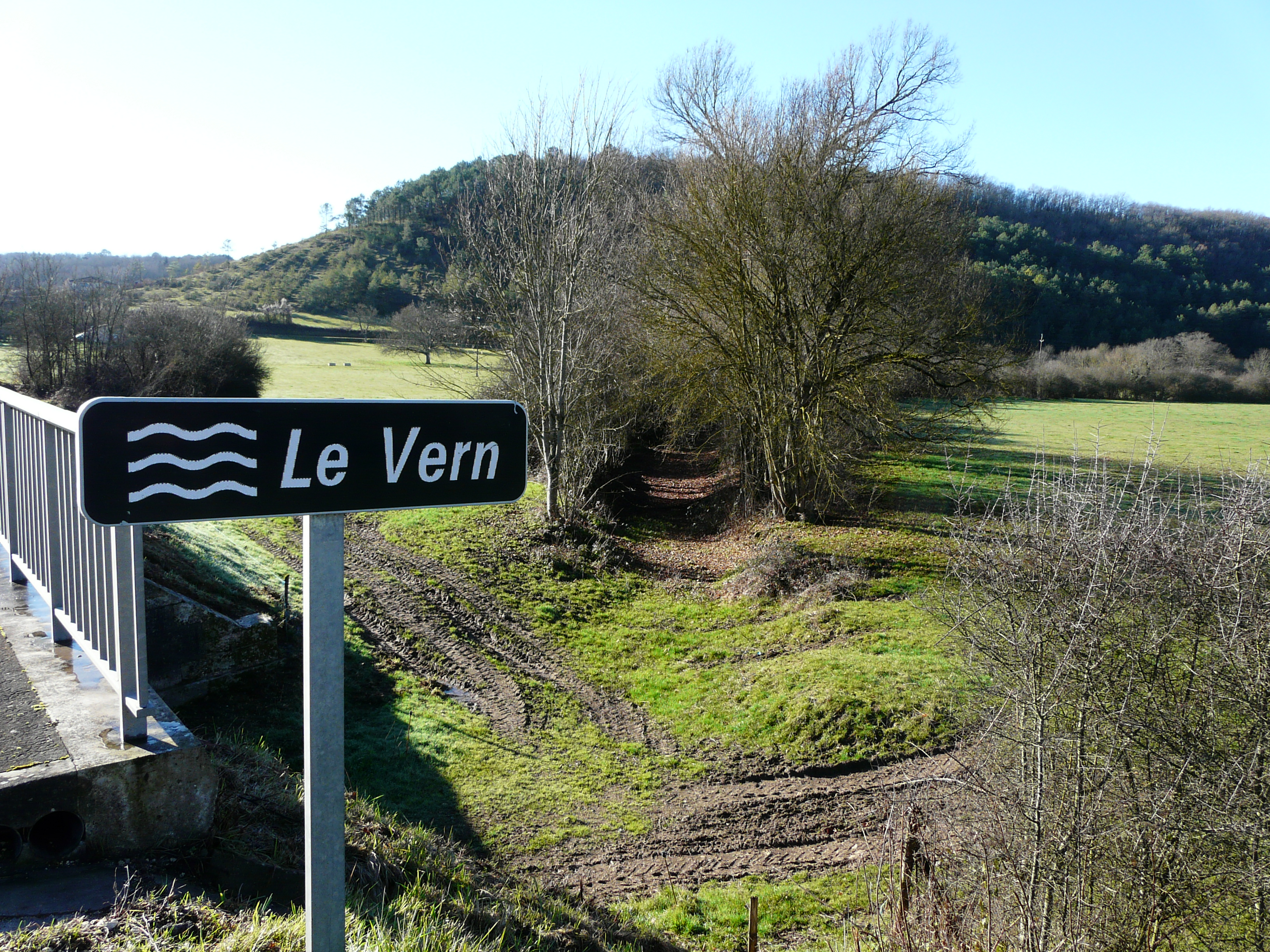
De Vern bij Bordas

## Geografie
De oppervlakte van Grun-Bordas bedraagt 12,7 km², de bevolkingsdichtheid is 15,7 inwoners per km².
De onderstaande kaart toont de ligging van Grun-Bordas met de belangrijkste infrastructuur en aangrenzende gemeenten.

## Demografie
Onderstaande figuur toont het verloop van het inwonertal (bron: INSEE-tellingen).

1. ↑  Populations de référence 2022.